# Jättegördelödla
Jättegördelödla (Cordylus giganteus) är en ödla från södra Afrika som tillhör familjen gördelsvansar.

## Kännetecken
Jättegördelödlan har en robust kroppsbyggnad och kroppen är täckt av skyddande fjäll. Fjällen vid nacken är särskilt kölade och spetsiga och även på svansen finns särskilt spetsiga fjäll. Dessa fungerar som ett extra försvar, då ödlan om den hotas har vanan att blockera ingången till sin håla med svansen. Färgen på kroppen är gulaktig till brunaktig. Som fullvuxen kan djuret nå en längd på upp till närmare 40 centimeter.

## Utbredning
Jättegördelödlan förekommer i Sydafrika, i centrala och östra Fristatsprovinsen, till södra Transvaal och nordöstra KwaZulu-Natal.

## Levnadssätt
Jätteödlan är marklevande och gräver ut en håla där den kan söka skydd från predatorer. Den är dagaktiv och solbadar gärna för att få upp värmen. Olika små ryggradslösa djur, som insekter, utgör dess främsta föda. Vintern tillbringar den i dvala i sin håla.